# Forstag
Forstag er en stålwire, der holder masten på et sejlskib fremme.
Forstaget er monteret i stævnen eller bovsprydet og i (eller tæt på) toppen af masten. Ofte er forsejlet sat fast på forstaget ved hjælp af løjerter.